# شیکاگو (ترانه سوفیان استیونز)
شیکاگو (انگلیسی: Chicago) یک ترانه از آلبوم سال ۲۰۰۵ سوفیان استیونز با نام ایلی‌نوی است. داستان این ترانه یک جوانی رویاپرداز در مسافرتی به نیویورک است. شیکاگو یکی از معروفترین ترانه‌های سوفیان استیونز محسوب می‌شود.